# Олександро-Мар'ївка
Олекса́ндро-Ма́р'ївка — село в Україні, у Олександрійському районі Кіровоградської області. Входить до складу Петрівської селищної громади. Населення становить 360 осіб.

## Населення
Згідно з переписом УРСР 1989 року чисельність наявного населення села становила 498 осіб, з яких 200 чоловіків та 298 жінок.
За переписом населення України 2001 року в селі мешкало 413 осіб.

### Мова
Розподіл населення за рідною мовою за даними перепису 2001 року:
| Мова       | Відсоток |
| ---------- | -------- |
| українська | 95,42 %  |
| російська  | 4,58 %   |